# Decigramo
El decigramo es una unidad de masa del SI que equivale a la diezmilésima parte de un kilogramo y también a la décima parte de un gramo. Es el primer submúltiplo del gramo y el cuarto del kilogramo.
Un decigramo es la sensibilidad de las balanzas granatarias usadas en los laboratorios.
Su símbolo es dg.
En el argot de la drogodependencia se suele denominar micra, pese a que este nombre generalmente se refiere al microgramo, unidad cien mil veces menor que el dg (1 µg es una millonésima parte de un gramo).

## Equivalencias
1 decigramo es igual a:
- 100 mg
- 10 cg
- 0,1 g
- 0,01
- 0,001 hg
- 0,0001 kg